# Дуфунське каное

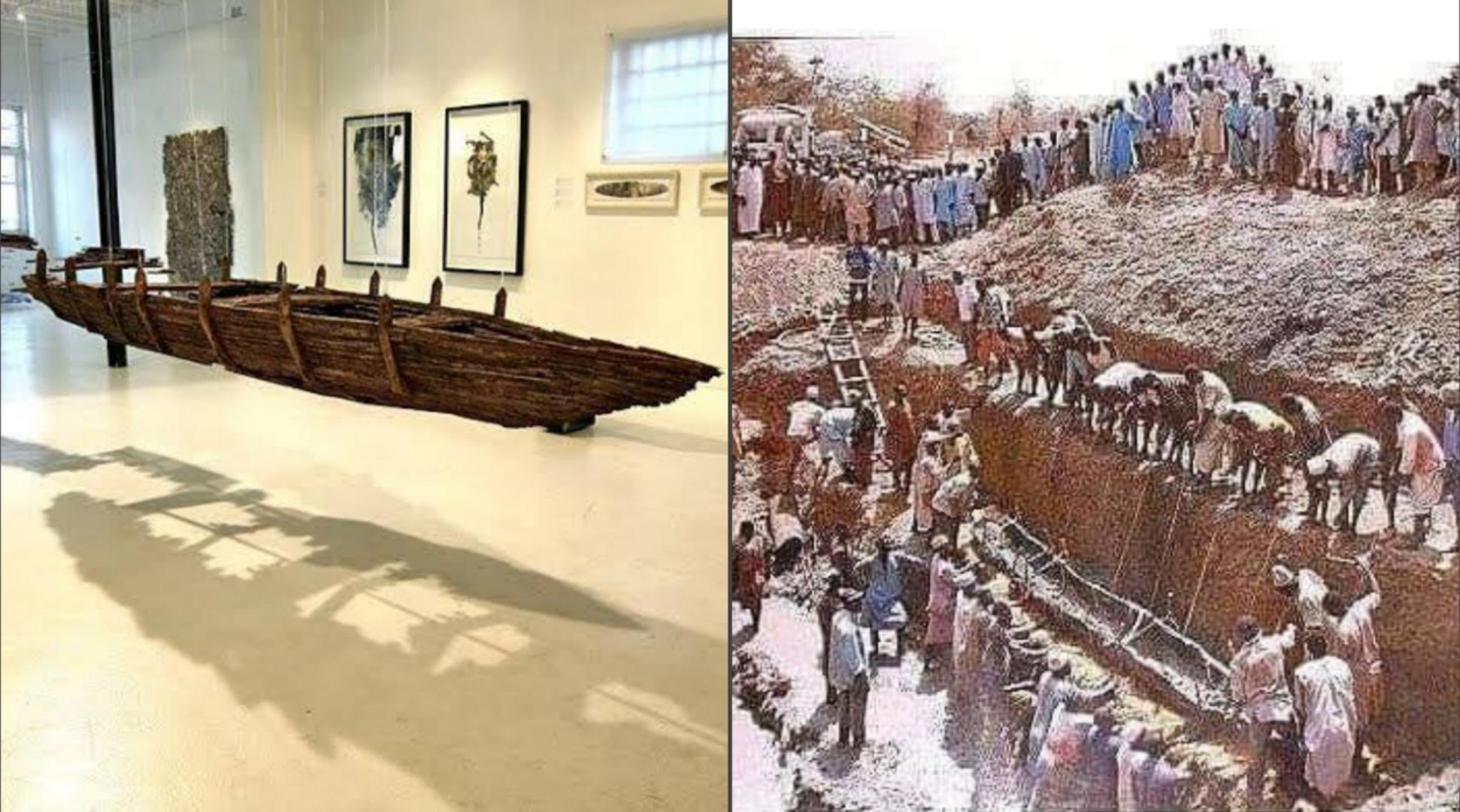
Це 8000-річне каное було виявлено в 1987 році, і воно є другим найстарішим човном на Землі.

12°16′53″ пн. ш. 11°10′52″ сх. д. / 12.28138889° пн. ш. 11.18111111° сх. д.Дуфунське каное — каное-довбанка віком близько 8000 років, найстаріший виявлений в Африці човен. Знайдене в 1987 році пастухом народності фульбе за кілька кілометрів від села Дуфуна, неподалік від річки Комадугу-Гана, в штаті Йобе, Нігерія. Радіовуглецеве датування зразка деревного вугілля, знайденого поблизу каное, вказує на вік судна від 8 500 до 8 000 років, що пов'язує це місце зі зниклим озером Мега-Чад. Каное має завдовжки вісім метрів.

## Відкриття та дослідження
Дуфунське каное знайдено в селі Дуфуна, що лежить між Потіскумом і Гашуа, штат Йобе:5 в Нігерії. 4 травня 1987 року Маллам Яу, пастух з народності Фулані під час викопування колодязя вдарився об твердий предмет на глибині 4,5 метра:5. Про знахідку він повідомив свого сільського голову :5.
У 1989 і 1990 роках Університет Майдугурі провів первинне обстеження місця, щоб з'ясувати, чи є знайдені залишки човном, а також узяв зразки деревини для радіовуглецевого датування:5. Пізніше, у рамках спільного дослідницького проєкту професорів Петера Брейніга та Гарби Абубакара, фінансованого університетами Франкфурта та Майдугурі, дві німецькі лабораторії взяли додаткові зразки деревини для датування:5.
У 1994 році група археологів з Німеччини та Нігерії провела розкопки й протягом двох тижнів п'ятдесят робітників викопали весь човен. Було виявлено, що каное-довбанка виготовлене з цільного стовбура і має 8,4 метра в довжину, 0,5 метра в ширину і корпус товщиною 5 см:5-6. Каное було знайдено у затопленому стані на піщаному ложі, а між ним і поверхнею лежали шари глини, які захищали його в безкиснєвому середовищі:5. Дослідження каное показало, що ніс і корма були вправно оброблені і що робота була виконана «сокироподібними та киркоподібними двосторонніми знаряддями мікролітичного типу»:8. Професор Брейніг зазначав, що майстерність будівництва свідчить про тривалий розвиток цієї техніки і що Дуфунське каное скорше було традиційним, ніж новим типом судна для людей, які його виготовляли:9. В іншому дослідженні, проведеному у 2015 році, американська наукова група виявила, що озеро Чад зменшилося на 95 % за сорок років, і тому можна було припустити, що в далекому минулому район села Дуфуна був частиною заплави озера:6-7.
Дуфунське каное, ймовірно, було створене між 6556/6388 і 6164/6005 роками до н.е, що робить його найдавнішим відомим судном в Африці і, після каное з Пессе — другим найстарішим відомим судном у всьому світі. Ймовірно, це було одне з багатьох інших каное, створених у давній традиції виготовлення човнів і використовуваних для риболовлі вздовж річки Комадугу Гана. Каное, можливо, було сконструйовано членами групи населення, яка займала територію від західного регіону Сахари, до Нілу в центральному Судані, до північного регіону Кенії.
Зараз каное знаходиться в Даматуру, столиці штату.